# Cryptocephalus podager
Cryptocephalus podager es una especie de insecto coleóptero de la familia Chrysomelidae.
Fue descrita científicamente en 1867 por Seidlitz.